# Copa FPF
La Copa FPF, llamada también Copa Paranaense, es el torneo de copa de fútbol más importante del estado de Paraná en el que participan los equipos pertenecientes al estado.
El campeón clasifica directamente a la Copa de Brasil.

## Sumario
| Año         | Campeón              | Finalista      | 3.º Lugar        | 4.º Lugar        |            |
| ----------- | -------------------- | -------------- | ---------------- | ---------------- | ---------- |
| 1998        | Atlético             | Grêmio Maringá | Paraná Clube     | Londrina         |            |
| 1999        | Grêmio Maringá       | Londrina       | Foz do Iguaçu    | SOREC            |            |
| 2000 a 2002 | No se jugó           | No se jugó     | No se jugó       | No se jugó       | No se jugó |
| 2003        | Atlético             | Coritiba       | União Platinense | União Capão Raso |            |
| 2004 y 2005 | No se jugó           | No se jugó     | No se jugó       | No se jugó       | No se jugó |
| 2006        | Roma Apucarana       | Iraty          | Portuguesa       | Cianorte         |            |
| 2007        | J.Malucelli          | Londrina       | Cianorte         | Portuguesa/Cambé |            |
| 2008        | Londrina             | Cianorte       | Foz do Iguaçu    | Atlético         |            |
| 2009 a 2014 | No se jugó           | No se jugó     | No se jugó       | No se jugó       | No se jugó |
| 2015        | Maringá              | Toledo         | Coritiba         | Cianorte         |            |
| 2016        | Operário Ferroviário | Andraus Brasil | Apucarana Sports | Foz do Iguaçu    |            |
| 2017        | Maringá              | Cascavel       | Rio Branco       | Toledo           |            |
| 2018        | No se jugó           | No se jugó     | No se jugó       | No se jugó       |            |
| 2019        | Nacional             | Independente   | Apucarana Sports | Foz do Iguaçu    |            |

## Títulos por equipo
| Equipo                 | Títulos         | Finales         |
| ---------------------- | --------------- | --------------- |
| Athletico Paranaense   | 2 (1998 y 2003) | 0               |
| Maringá                | 2 (2015 y 2017) | 0               |
| Londrina Esporte Clube | 1 (2008)        | 2 (1999 y 2007) |
| Grêmio Maringá         | 1 (1999)        | 1 (1998)        |
| Nacional               | 1 (2019)        | 0               |
| J.Malucelli            | 1 (2007)        | 0               |
| Roma-PR                | 1 (2006)        | 0               |
| Operário Ferroviário   | 1 (2016)        | 0               |
| Cascavel               | 0               | 1 (2017)        |
| Iraty                  | 0               | 1 (2006)        |
| Cianorte               | 0               | 1 (2008)        |
| Toledo                 | 0               | 1 (2015)        |
| Coritiba               | 0               | 1 (2003)        |
| Andraus Brasil         | 0               | 1 (2016)        |
| Independente           | 0               | 1 (2019)        |